# ALFEE SILVER
『ALFEE SILVER』（アルフィー・シルヴァー）は、1984年9月5日に発売されたALFEE5枚目のベスト・アルバム。

## 概要
4枚目のベスト・アルバム『ALFEE GOLD』と同日発売。ロック系が中心の『GOLD』に対しフォーク・バラードが中心に選曲。『GOLD』は収録曲が10曲だが、こちらは11曲収録。CDとカセット・テープのみの発売。カセット・テープは、オープンリール型のハブを使用している。

## 収録曲
1. 過ぎ去りし日々
「ラブレター」B面。
2. 明日なき暴走の果てに
「無言劇」B面。
3. 冬将軍
4. Musician
『讃集詩』収録曲。
5. ロンサム・シティ
『讃集詩』収録曲。
6. やすらぎをもとめて
『讃集詩』収録曲。
7. Feeling Love
「美しいシーズン」B面。
8. 稚くて愛を知らず
『doubt,』収録曲。
9. メモアール
『TIME AND TIDE』収録曲。
10. さよならの鐘
「冬将軍」B面。
11. ラブレター